# Paul Timmermans
Pour les articles homonymes, voir Timmermans.
 (novembre 2019).
Si vous disposez d'ouvrages ou d'articles de référence ou si vous connaissez des sites web de qualité traitant du thème abordé ici, merci de compléter l'article en donnant les références utiles à sa vérifiabilité et en les liant à la section « Notes et références ».
Paul Timmermans, né à Charleroi le 15 mai 1952, est un homme politique belge de langue française, membre d'Ecolo.
Il est élu à la Chambre des représentants le 13 juin 1999 dans la circonscription électorale de Charleroi-Thuin. Il siège jusqu'au 1er septembre 2002, date à laquelle il démissionne. Sa place au sein de la 50e législature de la Chambre est prise par Bernard Baille.
Paul Timmermans devient alors directeur du collège Pie X de Châtelineau. Tout en gardant son engagement dans les domaines culturels et sociaux dans la région carolorégienne, il veilla à stimuler de nombreuses initiatives pédagogiques dans cet établissement dont il fut élève et professeur,.
Il est ensuite conseiller du ministre Jean-Marc Nollet, vice-président de la région wallonne, pour les matières "emploi".